# Aachen

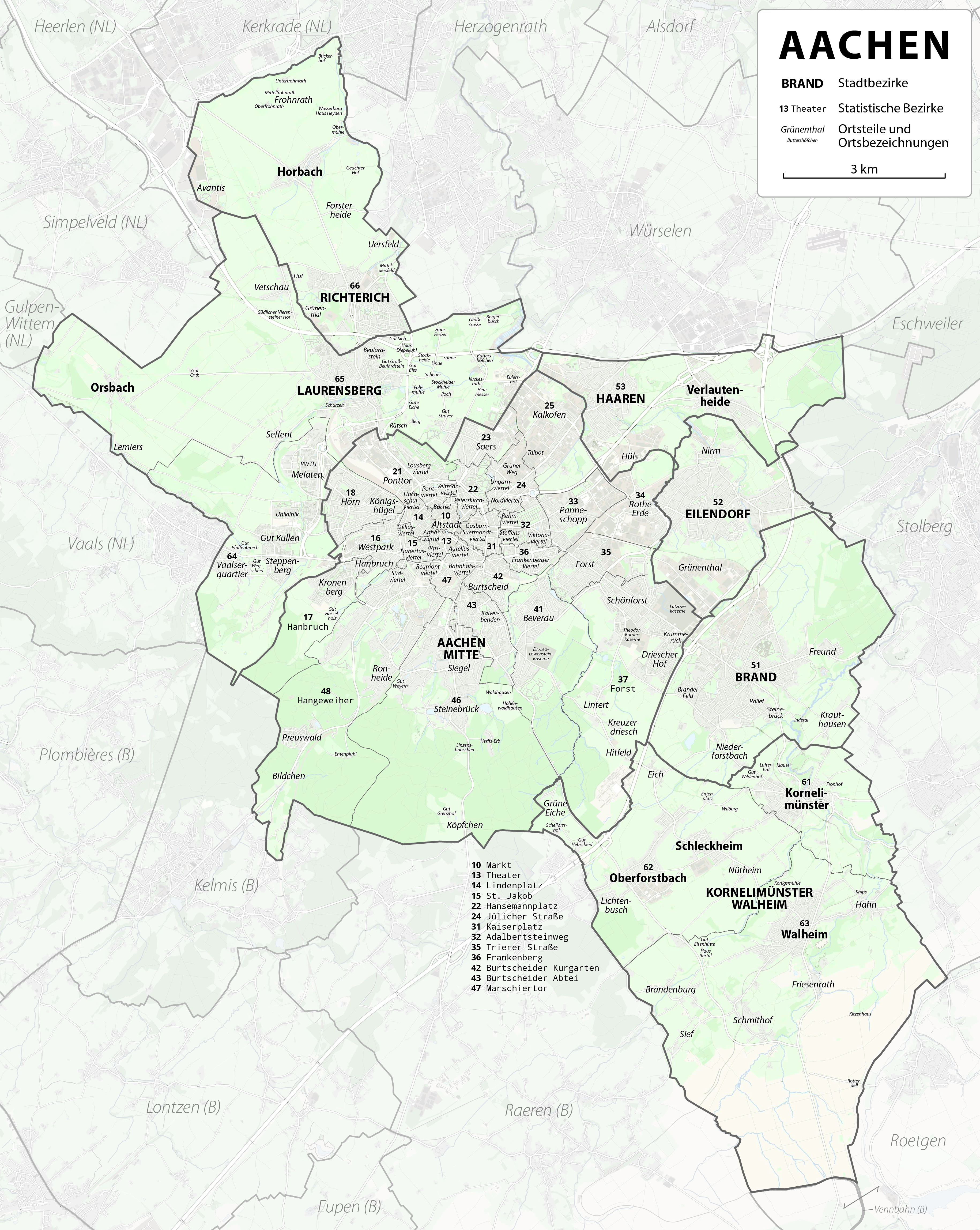

Aachen (în franceză Aix-la-Chapelle, în neerlandeză Aken, în valonă Åxhe, în ripuară Ochen, în spaniolă Aquisgrán, în latină Aquisgranum), este cel mai vestic oraș al Germaniei, situat în landul Renania de Nord-Westfalia, la granița cu Belgia și Țările de Jos, și la 65 de km vest de Köln.

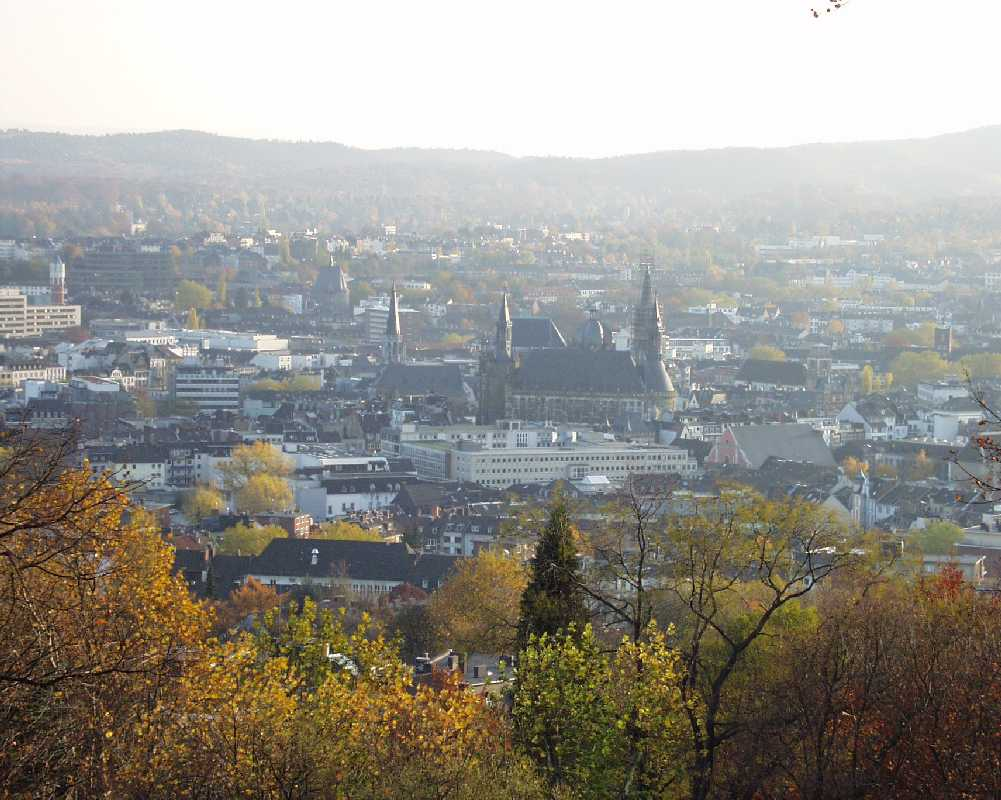
Aachen (Domul și Primăria in centrul imaginii)

Limba regională (recunoscută) la Aachen e ripuara.
Orașul este centrul regiunii Aachen, aparținând districtului Köln.

## Geografie
Orașul Aachen este un oraș din vestul Germaniei, având și densitatea cea mai mare a populației,  236.420( 9 mai 2011). Este amplasat la granița a trei țări (Germania, Belgia și Țările de Jos), la o distanță de cca. 30 km nord de masivul muntos Hohes Venn, într-o depresiune prin care curge râul Wurm, care se varsă în Rur. Orașul se află în bazinul hidrografic al râului Maas-Rin, la nord de poalele munților Eifel, munți unde se află un parc național.
Punctul cel mai înalt al orașului este situat în sud-est, la o altitudine de 410 m, iar punctul cu altitudinea cea mai joasă este situat în nord, la o altitudine de 125 m.
Lungimea hotarelor orașului însumează 87,7 km, din care 23,8 km reprezintă granița cu Belgia și 21,8 km cu Țările de Jos. Lățimea maximă a orașului este de 21,6 km.

### Localități învecinate
Începând de la nord-vest, în direcția acelor de ceasornic, orașul se învecinează cu:
- localități din Germania: Herzogenrath, Würselen, Eschweiler, Stolberg, Roetgen, Monschau;
- localități din provincia belgiană Liège: Raeren, Kelmis și Plombières
- localități din provincia neerlandeză Limburg: Vaals, Gulpen-Wittem, Simpelveld, Heerlen și Kerkrade

### Împărțirea administrativ-teritorială a orașului
Orașul este împărțit în 7 sectoare, fiecare cu un centru de coordonare. Reprezentanții orașului sunt aleși de cetățenii orașului. Cele 7 sectoare sunt:
- Aachen centru
- Brand
- Eilendorf
- Haaren
- Kornelimünster/Walheim și Oberforstbach
- Laurensberg, Vaalserquartier
- Richterich

### Populația
În 1890 orașul avea  cca. 100.000 de locuitori. Astăzi are peste 250.000 de locuitori.

### Clima
Orașul cu regiunea din jurul său are o climă temperat-oceanică, cu ierni blânde și veri umede și răcoroase.

## Istorie

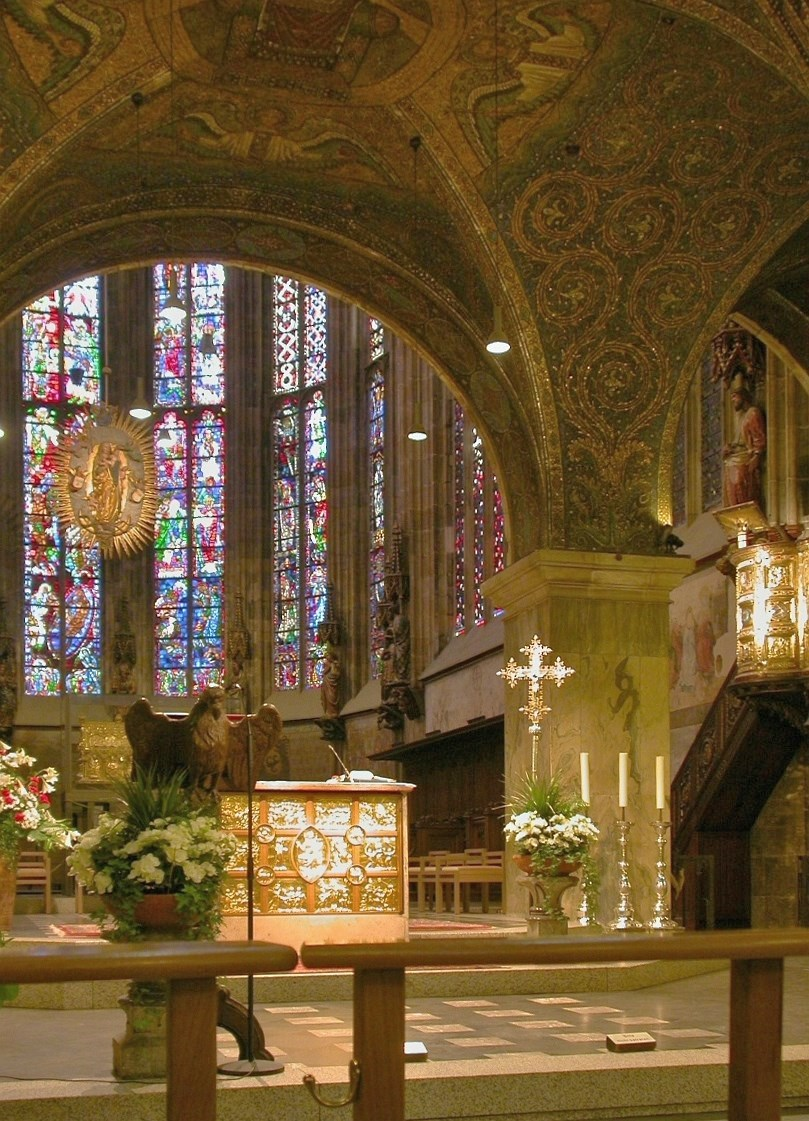
Altarul Domului din Aachen.

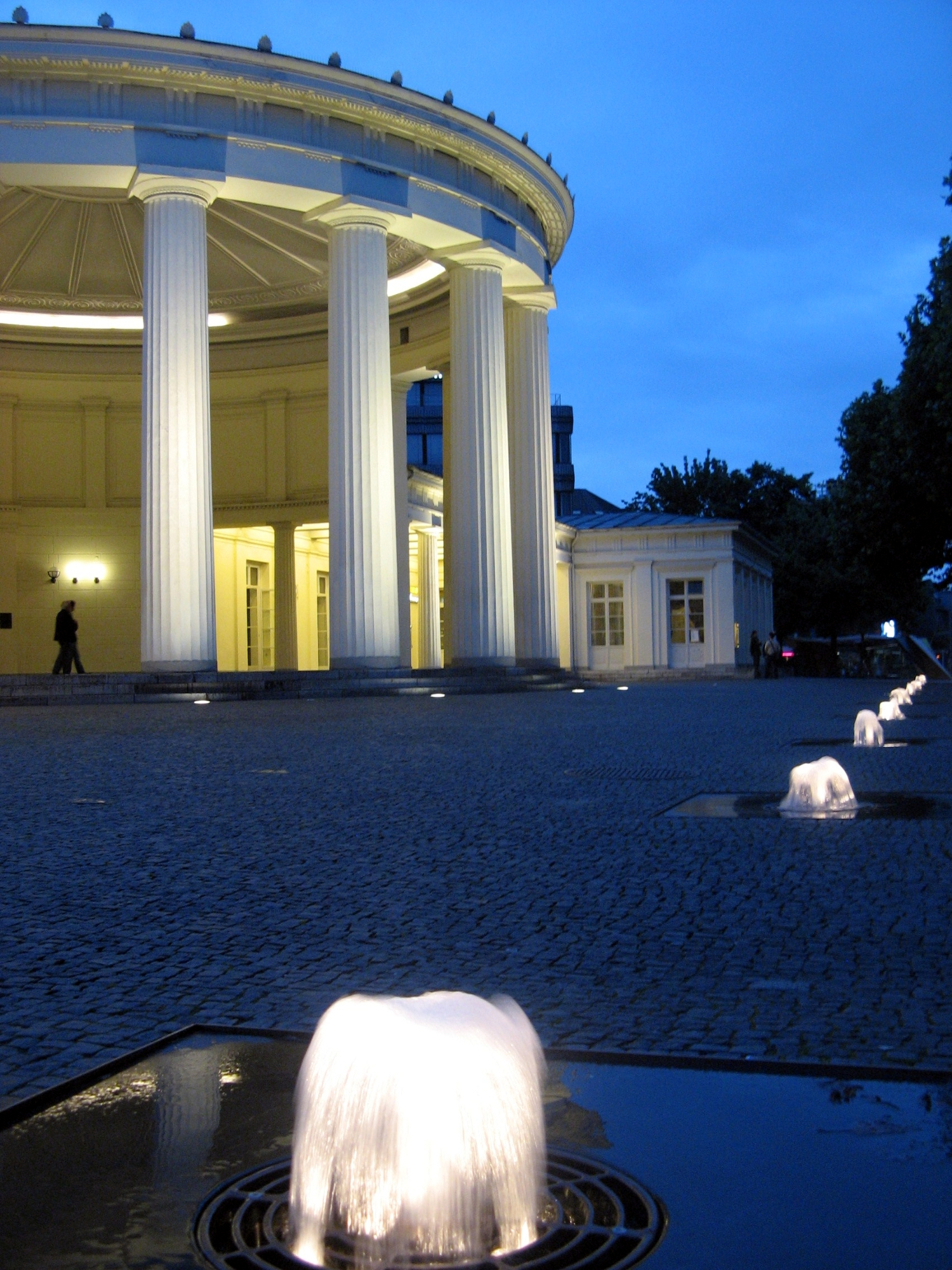
Elisenbrunnen (Fântâna Elizei), unul din izvoarele calde.

Regiunea orașului este locuită din timpuri străvechi, fapt atestat de urmele istorice din neoliticul timpuriu (3000 - 2500 î.e.n.) descoperite în Lousberg (cremene de aprins focul). În epoca bronzului și epoca timpurie a fierului, regiunea este locuită de celți, fapt atestat de mormintele descoperite în regiunea Aachen. După celți, regiunea este locuită de romani.  S-au descoperit urme de băi militare romane din secolul I e.n. (datorită prezenței apelor termale). Soldații romani fondează orașul în secolul I e.n., după faimoasele băi termale (Bad Aachen).
Prezența francilor este semnalată prin dovezi istorice din secolul VII (morminte).
În timpul regelelui franc Pepin cel Scurt, se construiește în Aachen curtea regală, care este menționată în manuscriptul Aquis villa, din 765. Fiul lui Pepin, Carol cel Mare, stabilește aici reședința Imperiului franc, orașul devenind astfel un important centru de artă. În timpul domniei sale se construiesc aici un palat și o capelă (astăzi capela este înglobată în Dom). La Aachen, în 802, a sosit elefantul alb, dăruit de Harun al-Rashid, califul Bagdadului, și pe care Carol cel Mare l-a numit Abul-Abas. Carol cel Mare a murit la Aachen, fiind înmormântat într-o groapă sub pavajul cu dale al Capelei Palatine, la 28 ianuarie 814.
Mai multe concilii regionale s-au ținut la Aachen din 799 până în 861 (vezi Conciliul de la Aachen).

Fiul lui Carol cel Mare, Ludovic cel Pios, a fost încoronat în anul 813 în Capela din Aachen. Încoronarea nepotului lui Carol cel Mare, Lothar I, are loc tot în această capelă, în secolul IX.
În 936, regele Germaniei, Otto I, fiul lui Henric I, a fost încoronat în Dom. Timp de peste 600 de ani (813 - 1531), împărații Sfântului Imperiu Roman au fost încoronați la Aachen, ultimul fiind Ferdinand I. În Evul Mediu, Aachen era unul din cele mai mari orașe ale imperiului, dar apoi nu a avut decât o importanță regională. După distrugerea orașului Dinant de către Carol Temerarul, în 1466, numeroși locuitori valoni ai acestuia, cum au fost familiile Amya, Momma sau Byda, s-au refugiat la Aachen, unde au dezvoltat o industrie înfloritoare.
În cel de-al Doilea Război Mondial Aachen a fost primul mare oraș german eliberat de Aliați, care și-au stabilit aici o bază militară.  
| An   | Eveniment |
| ---- | --- |
| 936  | Otto I este încoronat ca rege al francilor de est. Orașul va rămâne timp de 600 de ani loc de încoronare a regilor.                                                                      |
| 1165 | Friedrich I Barbarossa dispune să fie declarat sfânt Carol cel Mare. Un an mai târziu, orașul primește dreptul de a bate monedă proprie.                                                 |
| 1171 | Începe construcția primei părți a zidurilor cetății. |
| 1248 | Aachen este cucerit de Wilhelm von Holland, după 6 luni de asediu (prin blocarea aprovizionării cu apă a orașului de către asediatori). Wilhelm von Holland se încoronează aici ca rege. |
| 1257 | Se încheie centura exterioară a zidului de apărare al orașului 1357. |
| 1258 | Prima menționare a țesătorilor. Producerea țesăturilor era o ramură economică importantă a orașului.                                                                                     |
| 1330 | Începe construirea Primăriei, care durează între 1330 - 1349. |
| 1349 | Începe pelerinajul din împrejurimi spre Aachen, care se repetă la fiecare 7 ani. |
| 1500 | Aachen devine parte a Niederrheinisch-Westfälischen Reichskreises. |
| 1520 | Carol Quintul este încoronat ca rege. |
| 1601 | Un recensământ evaluează numărul populației la 14.171 de persoane, din care 2.829 sunt cetățeni ai orașului.                                                                             |
| 1668 | Se semnează tratatul de pace prin care se încheie Războiul de Devoluțiune dintre Franța și Spania (1667-1668).                                                                           |
| 1748 | Se semnează tratatul de pace prin care se încheie Războiul de Succesiune Austriacă (1740-1748).                                                                                          |

## Economia
Economia orașului se axează pe industrie, învățământ și cercetare, transporturi și turism.

### Industrie
Principalele ramuri industriale sunt:
- Industria de mașini
- Industria extractivă (orașul este un important centru minier pentru exploatarea cărbunelui și a minereului de fier)
- Industria electrotehnică (Fabrica de becuri electrice)
- Industria chimică (Fabrica de cauciuc, Fabrica de geamuri)
- Industria alimentară (producție de dulciuri, de ciocolată)
- Industria textilă: în trecut, în Aachen existau numeroase manufacturi de țesătorie, de vopsire a țesăturilor, ca și de producere a acelor de cusut. Acestea s-au mutat acum în Orientul Îndepărtat (Asia).

### Transporturi
Orașul Aachen este un important nod rutier și de cale ferată. Trenurile de mare viteză asigură legături rapide cu orașe din trei țări.

### Învățământ și cercetare
Există patru mari colegii și universități, în care învață aproximativ 40.000 de studenți: Rheinisch-Westfälische Technische Hochschule (RWTH-Aachen, fondată în 1870), Universitatea de Științe Aplicate, Universitatea Catolică de Științe Aplicate și Academia de Muzică. Pe lângă activitatea de cercetare desfășurată în universități, orașul dispune de numeroase centre de cercetare, printre care trei Institute Fraunhofer, cea mai mare clinică universitară din Europa, și Centrul de cercetare Ford din Aachen. Orașul găzduiește numeroase manifestări științifice din domeniul cercetării de vârf.

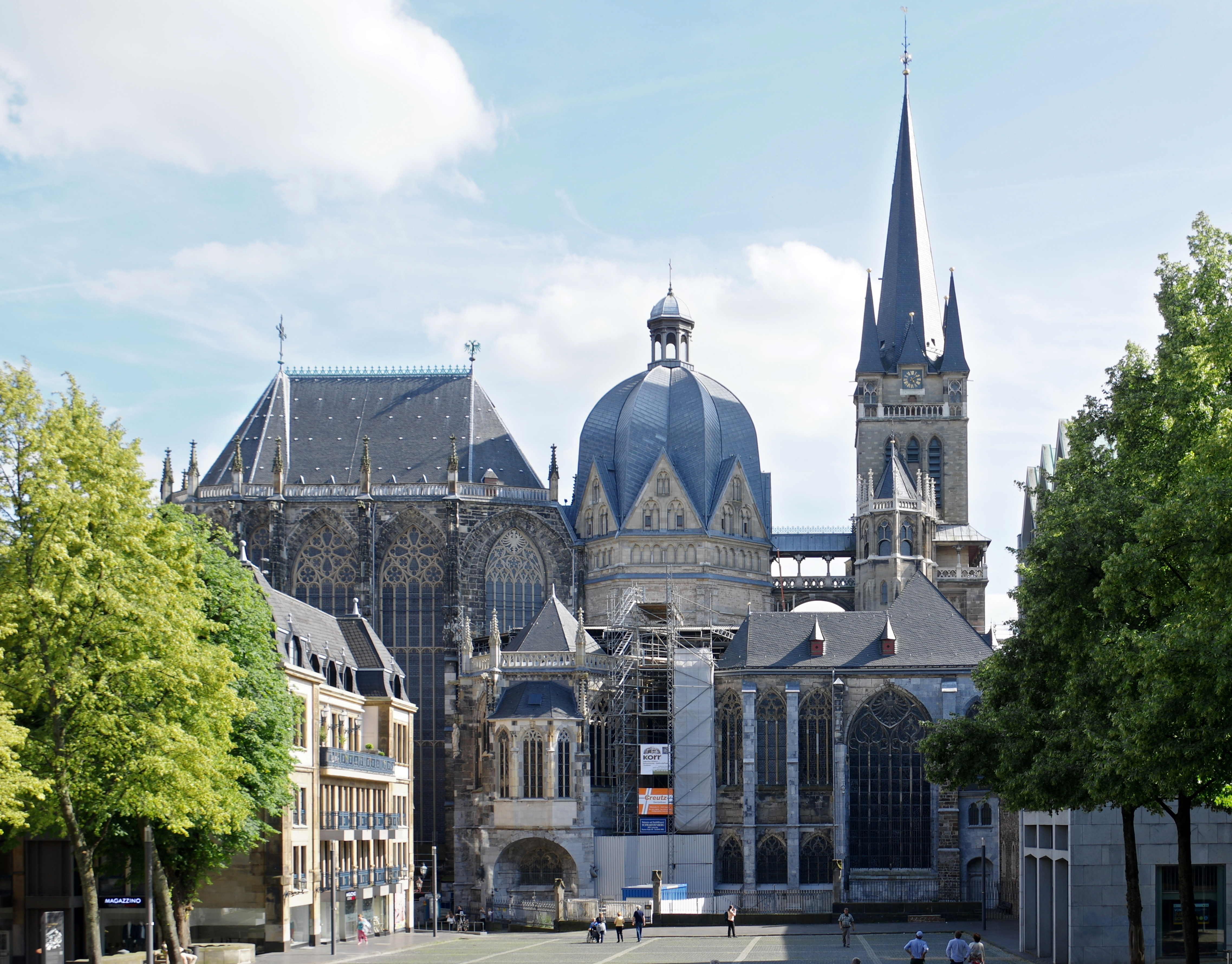
Dom, fațada de nord

### Turism
Punctele de atracție turistică sunt reprezentate de numeroase clădiri, monumente și muzee, precum și de izvoarele termale.

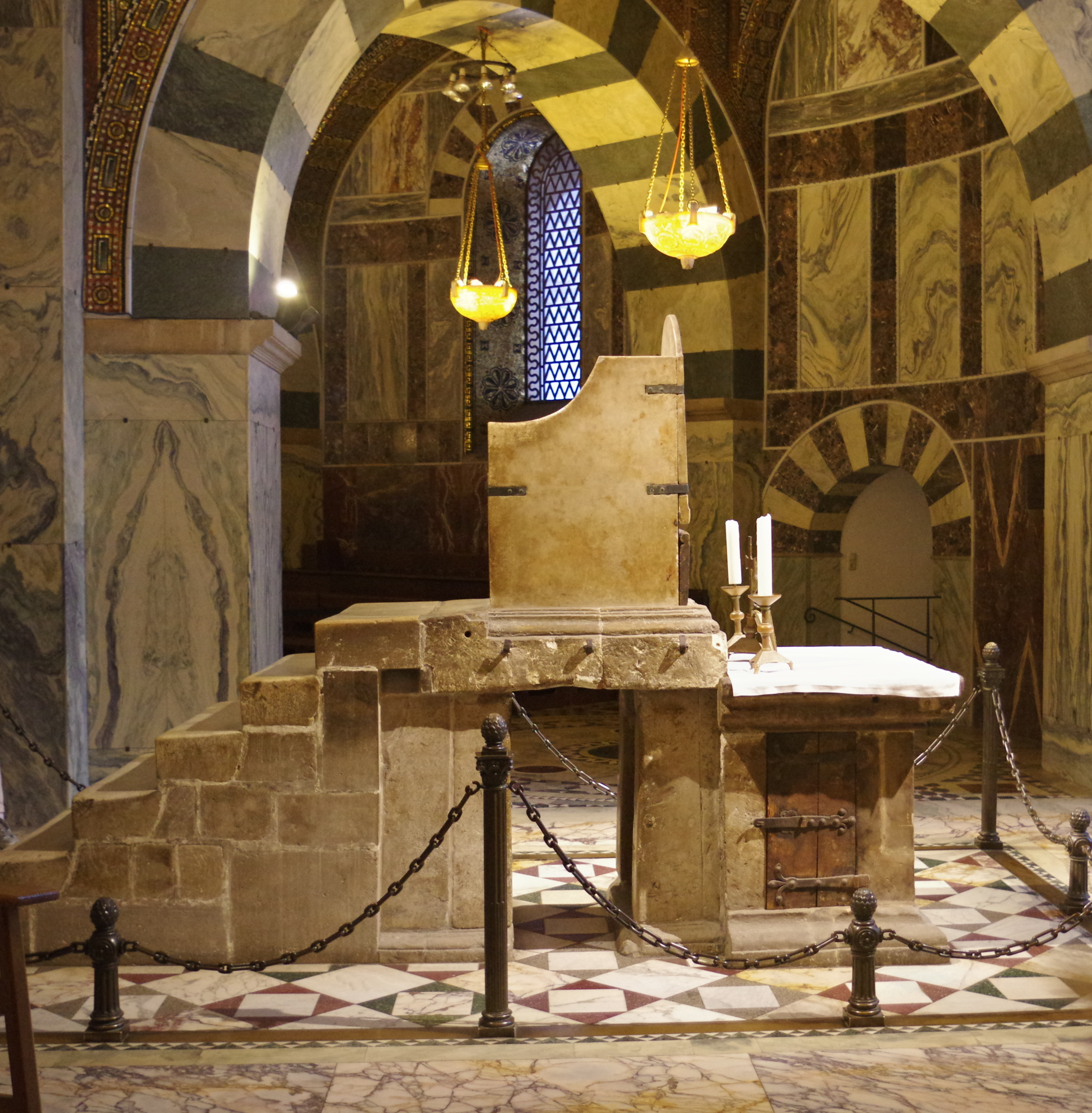
Tronul de marmură a lui Carol cel Mare

#### Clădiri, monumente și muzee
- Domul din Aachen, simbolul orașului, a fost clădit în anul 800 d.H. de către arhitectul Odo (Eudes) de Metz, pe locul capelei din timpul lui Carol cel Mare, la comanda împăratului. Are cupole de formă ortogonală. Conține tronul și osemintele împăratului Carol cel Mare. Aici în Dom au fost încoronați, între 936 și 1531, peste 30 de monarhi. Domul este o capodoperă a stilului gotic, loc de pelerinaj al credincioșilor din 1349 (pelerinaj care se repetă la fiecare 7 ani). Domul a fost înscris în anul 1978 pe lista patrimoniului cultural mondial UNESCO.

- Primăria orașului Aachen, imobil clădit în secolul al IX-lea în stil gotic, cu turnul Granus din timpul lui Carol cel Mare. Sunt remarcabile cele 5 fresce din interior, realizate de pictorul Alfred Rethel (n. 1816 - d. 1859). Pereții sunt împodobiți cu picturi ca Mărul, coroana imperială și sabia lui Carol cel Mare. Clădirile din jur sunt în stil baroc.

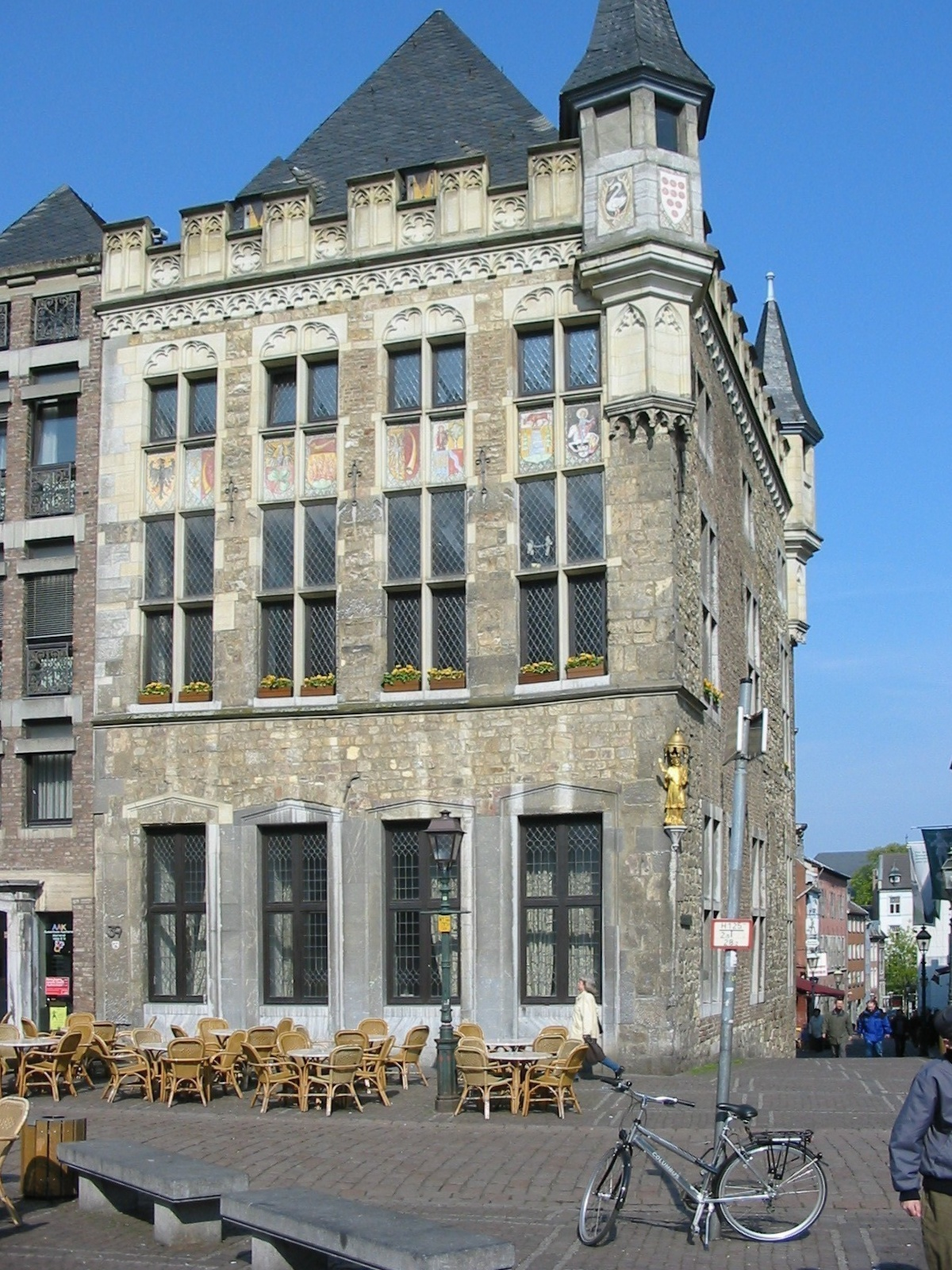
Haus Löwenstein

- Grashaus: lângă piața de pește, se află o clădire numită casa gras, care avea fațada primăriei vechi din 1267. Clădirea a servit ca închisoare și judecătorie. În anul 1886, se realizează fațada care se poate vedea și astăzi.
- Casa Löwenstein (Haus Löwenstein) a fost clădită în 1345, în același timp cu primăria orașului. Împreună cu Domul și primăria, face parte din puținele clădiri gotice a orașului care au supraviețuit incendiului din 1656. Din cauza tavanului boltit al pivniței (ca un beci pentru butoaie de vin) se presupune că ar fi fost inițial un local. Mai târziu a fost folosită ca locuință, numele provenind probabil de la Ida von Löwenstein 1478, care a locuit aici.
- Biserica Sfântul Mihail și Sfântul Dumitru din Aachen, construită în 1628 ca biserică a iezuiților, din 1987 biserică a Mitropoliei Ortodoxe Grecești a Germaniei.
- Elisenbrunnen (Fântâna Eliza). Această fântână se află în Piața Friedrich-Wilhelm-Platz fiind construită în 1827 de Johann Peter Cremer și Karl Friedrich Schinkel (1781 - 1841), lângă Primărie și Dom. Este complet distrusă, la fel ca o mare parte a orașului, în timpul celui de-Al Doilea Război Mondial, fiind reconstruită, exact ca forma originală, în 1953. O placă comemorativă amintește numele unor personalități renumite care au băut apă din această fântână, ca Petru cel Mare, Frederic cel Mare, Giacomo Casanova și Georg Friedrich Händel.

#### Alte obiective turistice
- Ponttor (o poartă a orașului), Clinica universitară (cu o arhitectură interesantă), cartierul Burtscheid, fântâni și statui, Elisenpark, Muzee, Teatrul, Opera sau ansamblurile corale ale orașului.

- Izvoarele termale

Orașul Aachen este o stațiune balneoclimaterică renumită pentru apele sale termale, printre care se numără cele mai fierbinți izvoare termale din Europa.